# دیوید هانتر میلر
دیوید هانتر میلر (انگلیسی: David Hunter Miller; ۱۸۷۵ – ۱۹۶۱) وکیل آمریکایی بود که در نوشتن میثاق جامعه ملل نقش داشت. او از ۱۹۱۱ تا ۱۹۲۹ در نیویورک به وکالت مشغول بود و از سوی دولت ویلسون به عنوان مشاور حقوقی آمریکا کنفرانس صلح پاریس (۱۹۱۹) فرستاده شد.